# Luca Baggio
Luca Baggio (Napoli, 5 marzo 1989) è un ex nuotatore italiano, vincitore della medaglia d'argento nella 1500 metri stile libero ai Giochi del Mediterraneo di Mersin 2013. Finalista all'Universiade di Kazan' 2013 nei 1500sl.

## Palmarès
| Giochi del Mediterraneo                  | ---              | ---              | 1500 m st. libero |
| 2013 Mersin Turchia                      |                  |                  | Argento 15'15"16  |
| Universiadi                              | 400 m st. libero | 800 m st. libero | 1500 m st. libero |
| 2011 Shenzhen Cina                       | 18º 3'59"91      | 14º 8'07"92      | --                |
| 2013 Kazan Russia                        | 10º 3'53"84      | 15º 8'13"75      | 8º 15'33"43       |
| Europei giovanili                        | 400 m st. libero | 800 m st. libero | 1500 m st. libero |
| 2007 Anversa Belgio                      | Argento 3'54"12  | Argento 8'04"54  | Argento 15'22"17  |
| Coppa Latina                             | ---              | ---              | 1500 m st. libero |
| 2008 Repubblica di San Marino San Marino |                  |                  | Argento 15'35"49  |